# ژیان‌مرغ عینکی
ژیان‌مرغ عینکی (نام علمی: Hymenops perspicillatus) گونه‌ای از پرندگان از تیرهٔ ژیان‌مرغان (Tyrannidae) است. این تنها گونه‌ای است که در سردهٔ Hymenops قرار دارد.
در شیلی، آرژانتین و اروگوئه یافت می‌شود. این یک گونهٔ سرگردان به بولیوی، پاراگوئه و جنوب شرقی برزیل است، حتی زمانی در شمال شرقی برزیل بود. زیستگاه طبیعی آن درختچه‌زارها و باتلاق‌های خشک نیمه‌گرمسیری یا گرمسیری است.